# Jan Koum
Jan Koum (Kiev, 24 febbraio 1976) è un imprenditore e informatico ucraino naturalizzato statunitense.
È il cofondatore di WhatsApp (insieme a Brian Acton), un'applicazione di messaggistica mobile che è stata acquistata da Facebook Inc. (attualmente Meta Platforms) nel febbraio del 2014 per 19 miliardi di dollari. Il 30 aprile 2018 ha lasciato Facebook Inc. e, di conseguenza, ha abbandonato anche la carica di CEO di WhatsApp che ricopriva fin dall'atto della creazione dell'applicazione.
Nel 2017 Forbes stima il suo patrimonio in 9,8 miliardi di dollari.
È stato il più  grande donatore dell'AIPAC (American Israel Public Affairs Committee) nella campagna elettorale del 2024 con una somma di 7,4 milioni di dollari trackaipac.com

## Biografia
È nato a Kiev, in Ucraina. È cresciuto a Fastiv, fuori Kiev, prima di trasferirsi nel 1992 con sua madre e sua nonna in California, a Mountain View, dove i servizi sociali hanno aiutato la famiglia a trovare un appartamento.
All'età di 18 anni si interessò alla programmazione. Frequentò la San Jose State University mentre contemporaneamente lavorava per la società Ernst & Young come security tester.
Nel 1997, Jan Koum fu assunto da Yahoo come ingegnere delle infrastrutture insieme a Brian Acton, conosciuto durante la sua esperienza lavorativa da Ernst & Young. Nel settembre 2007 Koum e Acton lasciarono Yahoo e il 24 Febbraio 2009 crearono la società WhatsApp Inc. in California con lo scopo di mettere a punto un nuovo servizio di messaggistica istantanea.
Whatsapp divenne popolare in poco tempo ed attirò l'attenzione di Mark Zuckerberg, tanto da convincere il CEO di Facebook ad acquistarlo il 19 febbraio 2014 per 19 miliardi di dollari.